# Amazon ElastiCache
Amazon ElastiCache是亚马逊云计算服务的一部分，提供基于内存的缓存以改善网络应用程序的性能，避免频繁访问较低速的硬盘资源。ElastiCache支持两种开源内存缓存引擎：Memcached和Redis。